# Göta signalkår

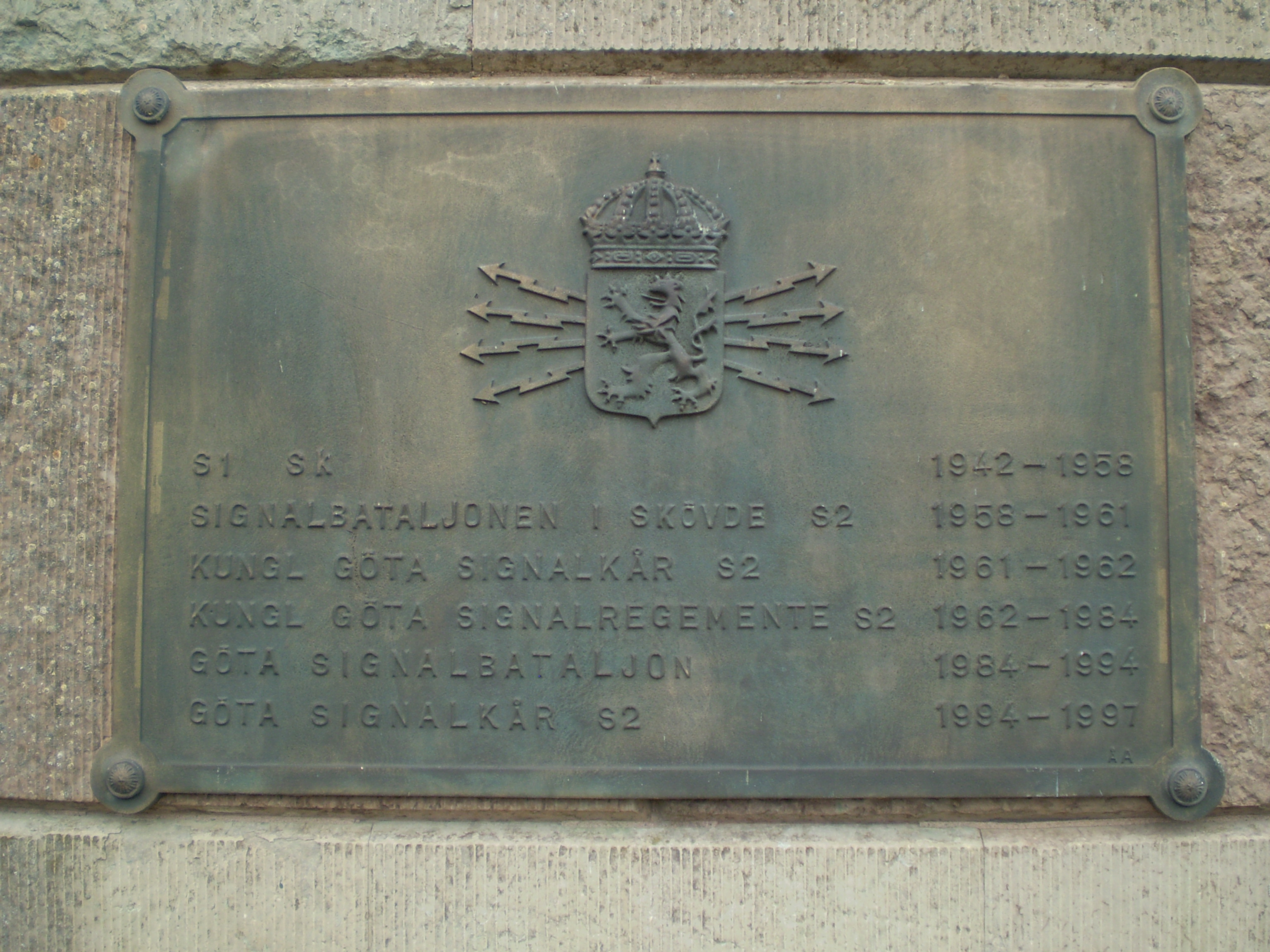
Minnestavla på Fästningskyrkan över regementets aktiva tid.

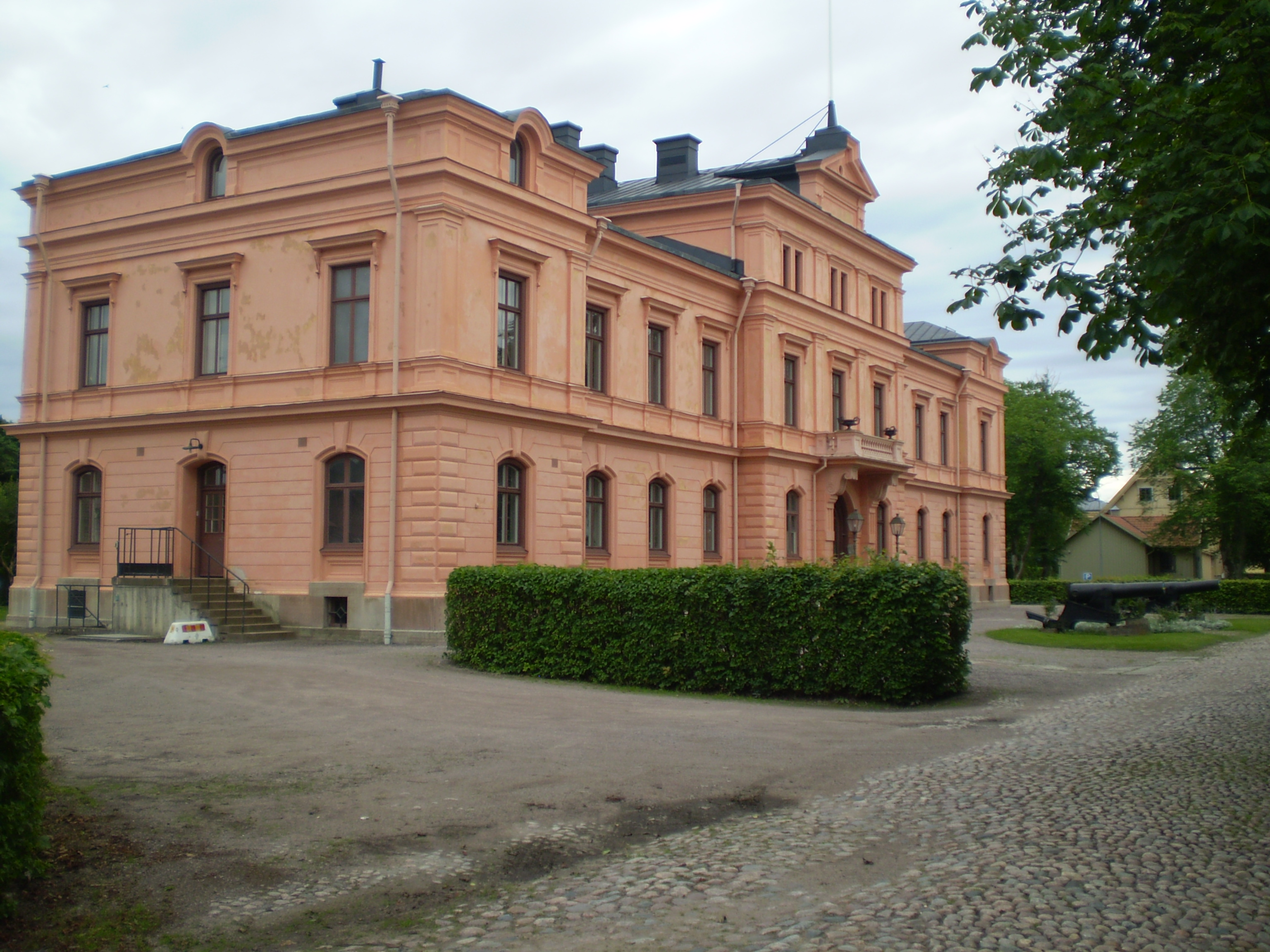
Officersmässen vid Karlsborgs fästning.

Göta signalkår (S 2) var ett signalförband inom svenska armén som verkade i olika former åren 1944–1997. Förbandsledningen var förlagd i Karlsborgs garnison i Karlsborg.

## Historia

### Bildandet
Regementet har sitt ursprung från ett kompani ur Signalregementet som detacherades 1944 till Skövde garnison, Signalregementets kompani i Skövde och som samlokaliserades med Livregementets husarer (K 3). Kompaniet fick förbandsbeteckningen S 1 Sk och omorganiserades den 1 juli 1958 till en fristående bataljon under namnet Signalbataljonen i Skövde (S 2).

### Flytten till Karlsborg
Inför försvarsbeslutet 1958 föreslog chefen för armén bland annat att Livregementets husarer (K 3) och Sundsvalls luftvärnskår (Lv 5) skulle avvecklas och upplösas. Det kasernområde som Livregementets husarer skulle efterlämna sig i Skövde föreslogs utnyttjas helt för Signalbataljonen i Skövde, som samtidigt skulle ombildas till en signalkår. Därigenom kunde området nyttjas för signalutbildning, samt att en flytt av teletekniska installationer då kunde undvikas. År 1959 föreslog chefen för armén i en skrivelse om en ändring av delar av försvarsbeslutet. Där han istället föreslog att Sundsvalls luftvärnskår (Lv 5) skulle kvarstå som fredsförband. Istället skulle Karlsborgs luftvärnsregemente (Lv 1) utgå ur fredsorganisationen. Som ett regionalpolitiskt stöd till Karlsborgsregionen fick chefen för armén uppdraget att undersöka lämpligt ersättningsförband. Chefen för armén ansåg att Karlsborg utgjorde en värdefull tillgång och borde bibehållas för utbildning. Men att det samtidigt inte var lämpligt för infanteri-, pansar-, artilleri- eller ingenjörförband. Etablissementet ansågs dock lämpligt för träng- eller signalförband. Därav var endast Göta trängregemente (T 2) i Skövde eller Signalbataljonen i Skövde (S 2) de två förband som kunde komma ifråga för omlokalisering till Karlsborg. Chefen för armén föreslog att omlokalisera Signalbataljonen till Karlsborg, det på grund av att det ekonomiskt skulle bli en lägre kostnad jämfört med att omlokalisera Göta trängregemente. Vidare så tryggades signaltruppernas framtida behov av förläggningsutrymmen i Karlsborg. Det överskott av förläggningsutrymme  som ändå uppkom i Karlsborg, kunde täckas upp med att samlokalisera Fallskärmsjägarskolan med Signalbataljonen. Fallskärmsjägarskolan var tidigare förlagda till ett barackläger utanför fästningen. Att Fallskärmsjägarskolan samlokaliserades underlättade även att ansluta skolan administrativt till Signalbataljonen, som samtidigt omorganiseras till regemente.
Den 12 mars 1961 höll Karlsborgs luftvärnsregemente (Lv 1) en avvecklingsceremoni och den 31 mars 1961 avvecklades och upplöstes regementet officiellt. Den 1 april 1961 omlokaliserades Signalbataljonen till Karlsborg, som samtidigt antog namnet Kungl. Göta signalkår. Den 1 juli 1962 fick förbandet regementsstatus och namnändrades samtidigt till Kungl. Göta signalregemente.

### OLLI-reformen
I samband med OLLI-reformen vilken genomfördes inom försvaret mellan åren 1973–1975, sammanslogs Skaraborgs regemente (P 4) med Skaraborgs försvarsområde (Fo 35) och bildade den 1 juli 1974 försvarsområdesregemente P 4/Fo 35. Detta medförde att Göta signalregemente som ingick i Skaraborgs försvarsområde kom att bli ett B-förband (utbildningsregemente), samt att dess mobiliserings- och materialansvar överfördes till Skaraborgs regemente, som blev ett A-förband (försvarsområdesregemente).

### 1974 års regeringsform
I samband med att 1974 års regeringsform trädde i kraft den 1 januari 1975, ändrades namnet på regementet från Kungliga Göta signalregemente till enbart Göta signalregemente. Den 1 juli 1977 påbörjades inom garnisonen ett försök med att samordna förplägnadstjänsten, som övertogs av Västgöta flygflottilj (F 6). Vilket följdes upp den 1 juli 1979 med att flottiljen även övertog ansvaret för intendents- och fastighetsenhetens organisation. Den 1 juli 1981 övertog Västgöta flygflottilj ansvaret även för förplägnadstjänsten inom garnisonen. Därigenom fick flottiljen det samlade ansvaret för fortifikations- och fastighetsärenden inom garnisonen. Vid de tillfällen som flottiljen övertog ansvar inom ett område, övertogs även personal från Göta signalregemente.

### Försvarsbesluten
Inför försvarsbeslutet 1982 föreslog Överbefälhavaren att avveckla Göta signalregemente senast år 1984. För att istället förlägga huvuddelen av regementets utbildningsansvar till Upplands regemente (S 1). Även om regementet skulle avvecklas, så skulle det i Karlsborg finnas kapacitet och resurser för grundutbildning av ett kompani, samt för repetitionsutbildning av vissa stabs- och sambandsförband. Vid denna förändring i försvarets grundorganisation, friställdes lokaler i Karlsborg. Vilka övertogs av Livregementets husarer (K 3), som omlokaliserades till Karlsborg sommaren 1984.
Den 30 juni 1984 upplöstes Göta signalregemente som självständigt förband. Och från den 1 juli 1984 uppgick förbandet som en utbildningsbataljon inom Livregementets husarer (K 3). Livregementets husarer övertog samtidigt förvaltningsansvaret för Fallskärmsjägarskolan.
Genom försvarsbeslutet 1992 beslutades att samtliga utbildningsregementen som ej uppsatte ett krigsförband i regementesstorlek, ej heller skulle benämnas regemente. Detta då regeringen ansåg att grundorganisationen skulle spegla krigsorganisationen. I samband med det kom dessa förband att benämnas kår istället för regemente. Från den 1 juli 1994 antog Göta signalbataljon namnet Göta signalkår, dock inom bibehållen organisationen, som en del av Livregementets husarer. Genom försvarsbeslutet 1996 kom även bataljonen att avvecklades den 31 december 1997.

## Ingående enheter

### Fallskärmsjägarskolan
Fallskärmsjägarskolan (FJS) var en tidigare enhet inom den svenska armén som utbildade fallskärmsjägare. Skolan bildades 1952 och lokaliserades till Karlsborg. Skolan administrerades åren 1952–1961 av Karlsborgs luftvärnsregemente (Lv 1), åren 1962–1984 av Göta signalregemente (S 2). Älvsborgs regemente (I 15) var dock så kallad truppregistreringsmyndighet för skolans värnpliktiga. I samband med att Livregementets husarer omlokaliserades till Karlsborg, kom skolan från den 1 juli 1984 bli en del av Livregementets husarer. Sedan 2009 är Fallskärmsjägarskolan avvecklad, de ingående delarna delades mellan Särskilda operationsgruppen och 32. underrättelsebataljonen.

## Förläggningar och övningsplatser
När förbandet bildades 1944 som Signalregementets kompani i Skövde, förlades det i kavallerikasernen och samlokaliserades med Livregementets husarer. Den 1 april 1961 omlokaliserades förbandet till Karlsborg, där man övertog förläggningsområdet från avvecklade Karlsborgs luftvärnsregemente. Den 30 juni 1984 övertogs förläggningarna i Karlsborg av Livregementets husarer, vilka omlokaliserades från Skövde.

## Heraldik och traditioner
Den 25 augusti 1962 överlämnade kung Gustaf VI Adolf en förbandsfana till Göta signalregemente. I samband med att Karlsborgs luftvärnsregemente (Lv 1) avvecklades den 31 mars 1961, överfördes dess standar till Göta signalregemente, som förde det vid vissa tillfällen. Den 1 juli 1984 uppgick Göta signalregemente som en utbildningsbataljon inom Livregementets husarer (K 3). Standaret kom då att överföras den 8 oktober 1984 till Luftvärnsskjutskolan (LvSS). Sedan den 1 juli 2000 bevaras minnet av Karlsborgs luftvärnsregemente av Luftvärnsregementet (Lv 6). Den 30 april 1996 överlämnade ÖB Owe Wiktorin en ny fana till Göta signalkår. Efter att Göta signalkår avvecklades ärvde Upplands regemente dess traditioner. Och sedan 1 januari 2007 är Ledningsregementet traditionsförande förband över Göta signalkår.

## Förbandschefer
Förbandscheferna åren 1944–1997.

- 1944–1948: Major Nils Jetzel
- 1948–1949: Major Gunnar Friberg
- 1949–1952: Major Sven Almqvist
- 1952–1957: Major Ragnar Dylte
- 1957–1960: Major Nils Schale
- 1961–1970: Överste Ingemar Bratt
- 1970–1976: Överste Edvin Eriksson
- 1976–1980: Överste Håkan Hallgren
- 1980–1982: Överste Bertil Lövdahl
- 1982–1984: Överste Kurt Olofsson
- 1984–1987: Överstelöjtnant Per Granath
- 1987–1989: Överstelöjtnant Nils Göran Nilsson
- 1989–1991: Överstelöjtnant Bengt-Åke Gelin
- 1991–1993: Överstelöjtnant Christer Levin
- 1993–1995: Överstelöjtnant Christer Ejnarsson
- 1995–1997: Överstelöjtnant Jörgen Ivhammar

## Namn, beteckning och förläggningsort
| Kungl Signalregementets kompani i Skövde         | 1944-04-01 | – | 1957-03-31 |
| Kungl Upplands signalregementes kompani i Skövde | 1957-04-01 | – | 1958-06-30 |
| Kungl Signalbataljonen i Skövde                  | 1958-07-01 | – | 1961-03-31 |
| Kungl Göta signalkår                             | 1961-04-01 | – | 1962-06-30 |
| Kungl Göta signalregemente                       | 1962-07-01 | – | 1974-12-31 |
| Göta signalregemente                             | 1975-01-01 | – | 1984-06-30 |
| Göta signalbataljon                              | 1984-07-01 | – | 1994-06-30 |
| Göta signalkår                                   | 1994-07-01 | – | 1997-12-31 |

| S 1 Sk  | 1944-04-01 | – | 1958-06-30 |
| S 2     | 1958-07-01 | – | 1984-06-30 |
| K 3/S 2 | 1984-07-01 | – | 1997-12-31 |

| Skövde garnison (F)     | 1944-04-01 | – | 1961-03-31 |
| Karlsborgs garnison (F) | 1961-04-01 | – | 1997-12-31 |